# ملا امام‌وردی
ملا امام‌وردی مشکینی (۱۲۳۷ مشگین‌شهر – ۱۲۸۷ اردبیل)، از فعالین نهضت مشروطه بود که نقش مهمی در بسیج نیروهای عشایر شاهسون منطقه علیه استبداد و جلوگیری از یورش طوایف یاغی به شهرهای اطراف داشت.

## دوره اول زندگی
ملا امام‌وردی فرزند محمدباقر در سال ۱۲۳۷ ه. ش. در مشگین‌شهر متولد گردید. سال‌های اول عمرش را به چوپانی مشغول بوده و در همان روزها شروع به تحصیل علوم دینی می‌کند. مدتی بعد به شهر تبریز رفته و در مدرسه طالبیه تحصیل علوم دینی را ادامه می‌دهد. وی سپس تحصیلاتش را در شهر نجف دنبال کرده و پس از کسب درجه اجتهاد به زادگاهش باز می‌کردد.

## فعالیت در نهضت مشروطه
از همان روزهای نخستین شروع نهضت مشروطه ملا امام‌وردی به مبازه علیه استبداد می‌پردازد و از هر فرصتی برای تبلیغ نهضت استفاده می‌کند. به‌طور مداوم با مجاهدین و شهر تبریز در ارتباط بوده و پیام‌های آن‌ها را به مردم مشگین‌شهر و روستاهای اطراف آن می‌رساند. در روزهای حساس مبارزه با استبداد، ملا امام‌وردی در تبریز طی دیداری با ستارخان به وی مبنی بر تشکیل گروه‌هایی از عشایر و سواران قره‌داغ و خیاو و همکاری با مجاهدین قول می‌دهد. امیرمعزز گروسی حاکم وقت اردبیل بعد از به توپ بسته شدن مجلس شورای ملی، توسط فردی به نام رحیم‌خان آقاخانلو وی را در مشگین‌شهر دستگیر می‌کند. ملا امام‌وردی ۳ روز در قلعه منظم‌الملک بازداشت شده و سپس مخفیانه به اردبیل برده می‌شود. امیر معزز دو روز بعد از آن، در سال ۱۲۸۷ ه. ش. ملا امام‌وردی را در پشت بام نارین قلعه اردبیل دار می‌زند. صبح روز بعد مردم اردبیل توسط آقا میرزا علی‌اکبر و عده‌ای از علمای اردبیل جسد ملا را تحویل گرفته و در امامزاده صالح اردبیل دفن می‌کنند.
محبوبیت و مقبولیت ملا امام‌وردی بین مردم به گونه‌ای بود که علاوه بر مشگین‌شهر و اردبیل، مردم تبریز و مجاهدین نیز با شنیدن خبر کشته شدن وی غمگین شده و آبان ماه همان سال برای وی و دیگر کشته‌شدگان مجلس ختم و یادبود برپا می‌کنند.
پس از شکست استبداد برادر ملا امام‌وردی، ملا هاشم با تعدادی سوار و با کمک حاج باباخان اردبیلی قاتلین ملا را که ۸ نفر از اولیا و انجمن شهر اردبیل بوده‌اند، تعقیب کرده و بعد از دستگیری آن‌ها را به قتل می‌رساند.